# Forcipomyia subitilis
Forcipomyia subitilis är en tvåvingeart som beskrevs av Oskar Augustus Johannsen 1931. Forcipomyia subitilis ingår i släktet Forcipomyia och familjen svidknott. Inga underarter finns listade i Catalogue of Life.